# Hans-Jürgen Offermanns
Hans-Jürgen Offermanns (* 16. März 1957) ist ein ehemaliger deutscher Fußballspieler.

## Karriere
Offermanns stand im Kader von Borussia Mönchengladbach, als in den Jahren 1976 und 1977 die Borussia in der Bundesliga die deutsche Meisterschaft feiern konnte. Offermann kam in beiden Spielzeiten nicht zum Einsatz. Anschließend wechselte er in die 2. Bundesliga zu Rot-Weiß Lüdenscheid. In seinem zweiten Jahr war er mit 13 Toren der erfolgreichste Torschütze seines Teams. Der Abstieg konnte nur durch den Lizenzentzug von Westfalia Herne abgewendet werden. Offermanns wechselte zu Werder Bremen, um in der Bundesliga zu spielen. Zum Saisonende stieg Werder ab, Offermanns blieb noch ein halbes Jahr, wechselte dann zum SC Viktoria Köln und spielte dort die Saison zu Ende. 1982 wechselte er zum Oberliga-Aufsteiger Viktoria Goch.